# Parc national Baritú
Le parc national Baritú (espagnol : Parque Nacional Baritú) se trouve dans le département de Santa Victoria, dans la province de Salta, en Argentine. Il a été créé en 1974 et recouvre 72 439 hectares de territoire.
Il est destiné à conserver à l'état naturel le biome de la yunga, caractérisé par la forêt pluviale de type forêt nimbique, la forêt de montagne.

## Description
On y voit un paysage dominé par des sommets imposants, notamment le Cerro de las Pavas et le Cerro Negro, et parcouru par de nombreux cours d'eau, rivières et ruisseaux rapides, torrentiels et abondants, parmi lesquels les plus importants sont les ríos Pescado, Baritú (Baritu, Barita), Lípeo ainsi que le río de Las Pavas, tous originaires de la chaîne la plus orientale de la cordillère des Andes, et tributaires du grand bassin de la Plata, via le río Bermejo.
C'est actuellement le seul parc national argentin situé sous les tropiques.

## Flore
Au sein de cette forêt dense on trouve des essences comme le cebil (ou yopo, un hallucinogène), le goyavier (ou guayabo), le jacaranda (ou tarco), le guayacán (ou palo santo), le chorisia (ou yuchán), des palmiers, et le tabebuia (ou lapacho).

## Faune
On trouve des tapirs, des pecaris (connus aussi comme: tayato ou saino), des jaguars, des pumas; on suppose aussi l'existence d'ours à lunettes (tremarctos ou ucumar ou oso de anteojos). Il y a des cerfs des Andes (ou staruca), des tatous (ou armadillos), des yaguarundís, des ocelots, des renards, des singes capucins ou caís, des paresseux, et une grande variété d'oiseaux parmi lesquels il y a des condors, des aigles féroces ou harpia harpyja (le plus grand aigle de la planète), des écureuils (ardillas) colorés et des oiseaux-mouches.

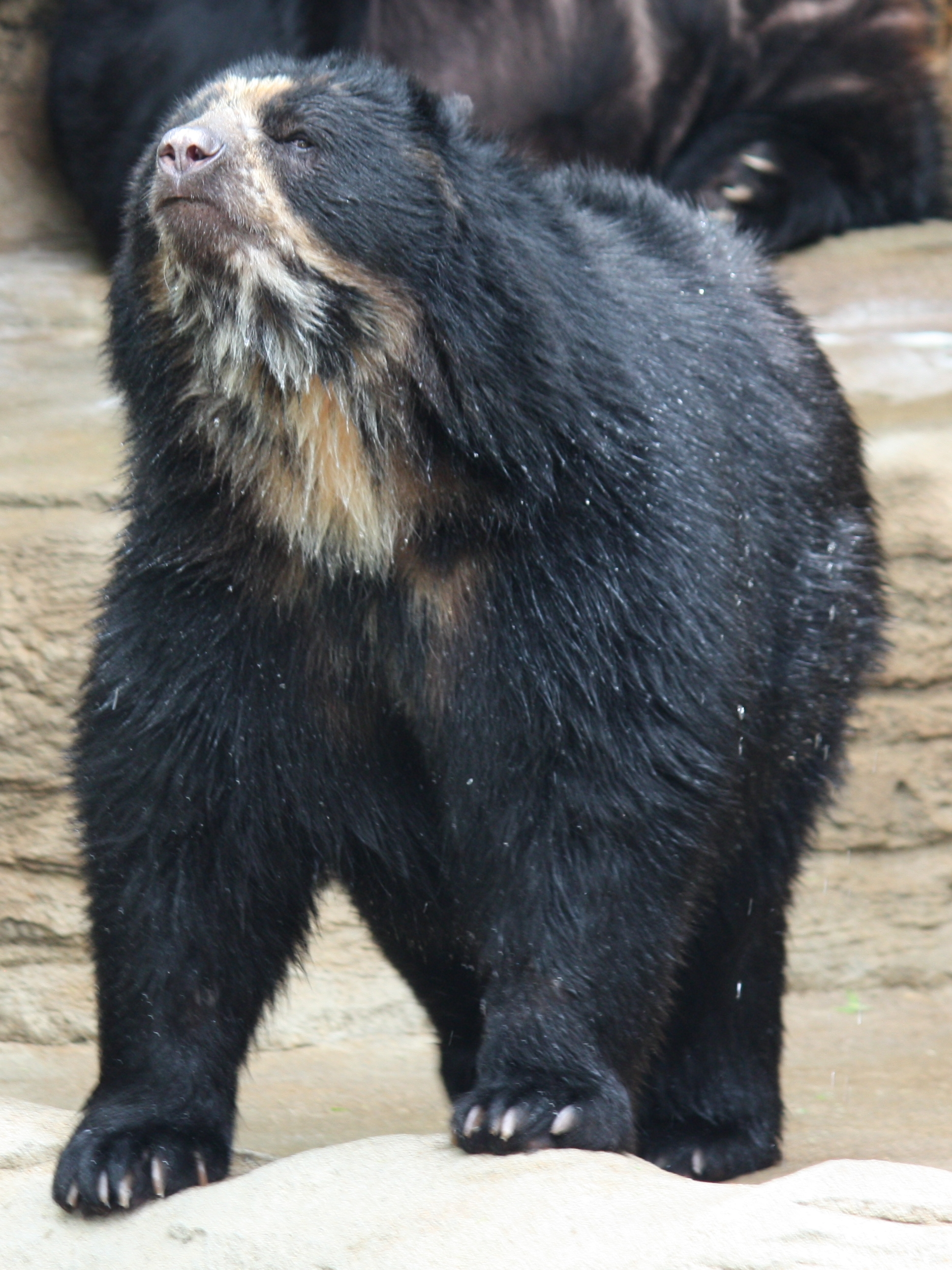
Ours à lunettes
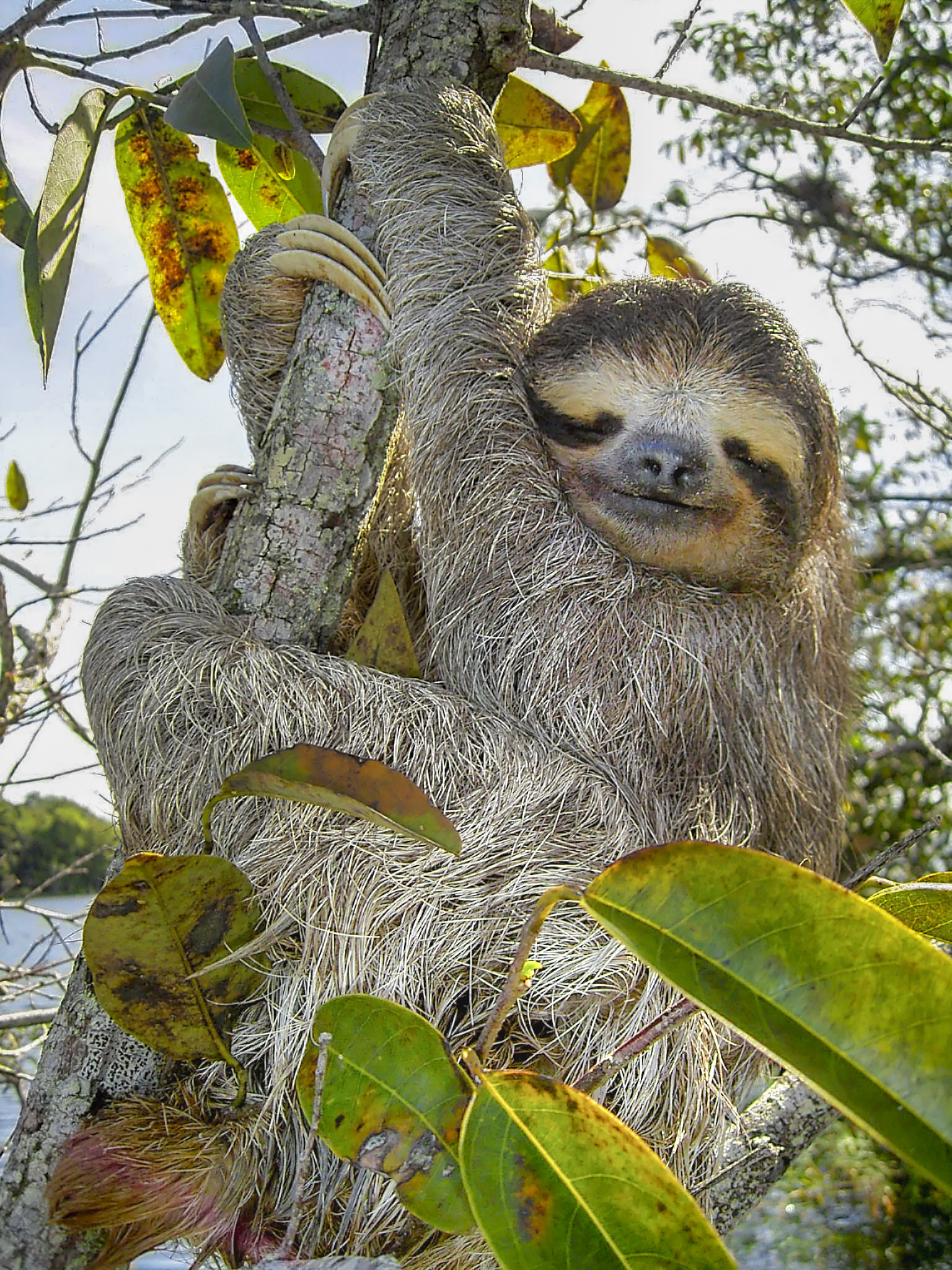
paresseux
Le jaguar est encore présent en ces lieux.

## Archéologie et tourisme culturel
Dans les environs de ce parc national, vers l'ouest, on peut visiter d'intéressantes ruines du Pucara de Titiconte, et les pittoresques cités d'Iruya et de Yavi.